# ظبية خميس
ظَبْية خميس المسلماني (17 أغسطس 1958)، شاعرة وكاتبة قصصية إماراتية.
ولدت في دبي. مجازة في العلوم السياسية من جامعة إنديانا سنة 1980، أتمّت دراسات عليا في جامعتي إكستر ولندن، ثم في الجامعة الأمريكية في القاهرة. عملت نائبة مدير التخطيط في مدينة أبو ظبي. ثم مشرفة على البرامج الثقافية في تلفزيون دبي. تعيش في القاهرة منذ 1989. عملت أيضًا دبلوماسية باحثة بجامعة الدول العربية منذ 1992 حتى 2010 فهي أول سفيرة إماراتية مثلت جامعة الدول العربية في دولة الهند، وأول مواطن إماراتي يعمل في جامعة الدول العربية على الإطلاق. لها دواوين شعرية عديدة ومؤلفات قصصية ودراسات أدبية وغير أدبية.

## سيرتها
ولدت ظبية خميس المسلماني المهيري يوم 17 أغسطس 1958/ 2 صفر 1378 في دبي بمنطقة الجميرا في منزل عوشة بنت خليفة المر (خالة والدها)، ونشأت بها وبالدوحة. والدتها هي موزة بنت سعيد بن مزينة. حصلت على بكالوريوس العلوم السياسية من جامعة إنديانا 1980، وأتمت دراسات عليا في جامعتي إكستر ولندن 82-1987 والجامعة الأمريكية بالقاهرة 92-1994.

عملت نائبة مدير إدارة التخطيط بأبو ظبي 80- 1981، ومشرفة على البرامج الثقافية في تلفزيون دبي 85- 1987، ودبلوماسية باحثة بجامعة الدول العربية منذ 1992. مارست في نفس الوقت العمل الصحفي في مجلات الأزمنة العربية، وأوراق، والمجلة، وجريدة الوطن.

انتقلت إلى القاهرة مع بداية عام 1989.
في عام 1971 بعد تأسيس دولة الإمارات العربية المتحدة، فازت بمسابقة لأجل تصميم شعار الدولة وفاز تصميمها من بين مئات الشعارات.
ساهمت في تأسيس اتحاد كتاب وأدباء الإمارات عام 1984

## جوائزها وتكريمها
- 8 يناير 2005: تم تكريمها من قبل ديوان العرب تقديرا لجهودها الأدبية والفكرية، وقد منحت درع المجلة.[3]
- 2010: تكريمها من قبل دائرة الثقافة في عجمان باختيارها «شخصية العام الثقافية».[8]

## مؤلفاتها
من دواوينها الشعرية:
- خطوة فوق الأرض، أو خطوة فوق الأفق، 1981
- الثنائية: أنا المرأة الأرض كل الضلوع، 1982
- صبابات المهرة العمانية، 1985
- قصائد حب، 1985
- عروق الجير والحنة، 1985
- السلطان يرجم امرأة حبلي بالبحر، 1988
- انتحار هادئ جدًّا، 1992
- موت العائلة، 1993
- جنبة الجنرالات، 1993
- المشي في أحلام الرومانتيكية، 1995
- البحر..النجوم..العشب في كف واحدة، 1999
- * تلف، 1999
- خمرة حبّ عادي، 2001
- درجة حميمة، 2002
- رسائل حب: شغف، 2005
- روح الشاعرة، 2005
- الجمال العابر، 2011
- مقام الإعرابية الرائية، 2015

من ترجماتها:
- الشعرية الاوربية وديكتاتورية الروح، 1993
- طفلة شنغهاي، وي هوي
- قرابين الغناء، رابندرانات طاغور، 2008
- التعليم وقيمة الحياة، جدو كريشنامورتي، 2009

من رواياتها:
- الحياة..كما هي، 2011
- حجر الطريق، 2012
- رحيل وإياب، 2017

من مجموعاتها القصصية:
- خلخال السيدة العرجاء وقصص أخرى، 1990

من مؤلفاتها في الدراسات وغيره:
- الشعر الجديد: انا وأصدقائى شعراء المتاهي، والبارات، والسجون، 1993
- الذات الأنثوية: من خلال شاعرات حداثيات في الخليج العربي، 1997
- صنم المرأة الشعري: البحث عن الحرية، ويقظة النثى، 1997
- قفطان الذاكرة: قراءة في الموروث العربي: النقد، الشعر، الصوفية، الخمريات، والأسفار، 1998
- صاحبة الزمان، شرق وغرب وما بينهما، قراءة نقدية، 2007
- على جناح الهوى؛ المرأة والإبداع، 2014
- منفى جامعة الدول العربية، بيوغرافيا ومذكرات، 2013